# Ses Fonts de n’Alís
Ses Fonts de n’Alís ist ein Sandstrand im Südosten der spanischen Baleareninsel Mallorca. Er befindet sich an der Caló d’en Garrot (auch Caló de ses Fonts de n’Alís), einer kleinen Nebenbucht der Cala Mondragó. Bei ses Fonts de n’Alís mündet der Sturzbach Torrent de ses Coves del Rei oder auch Torrent d’en Tomàs ins Mittelmeer. Er führt nur selten Wasser und bildet vor dem Strand ein Feuchtgebiet mit dem Teich Estany de ses Fonts de n’Alís im Zentrum, der zeitweise trockenfällt.

## Lage und Beschreibung

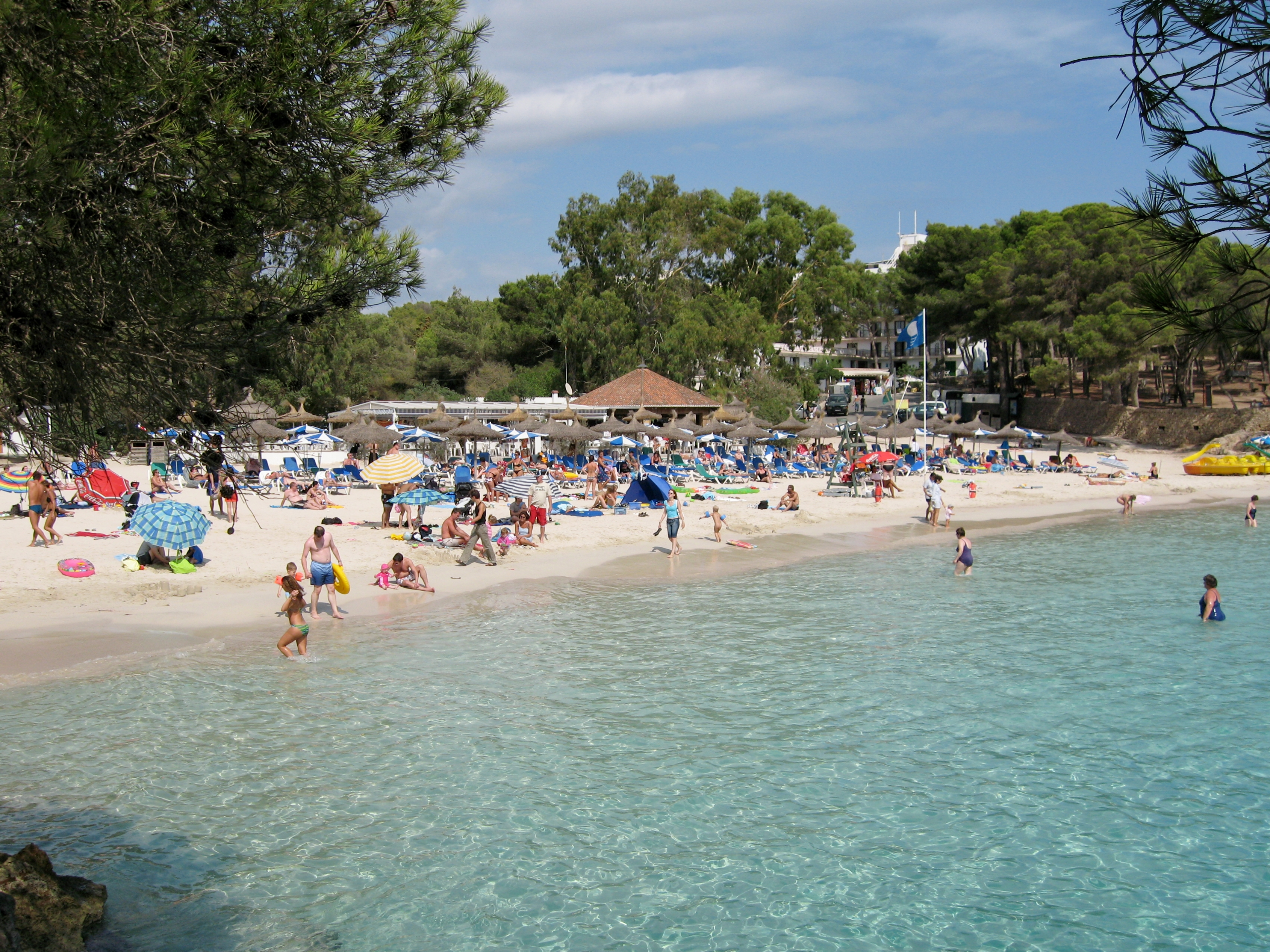
Ses Fonts de n’Alís

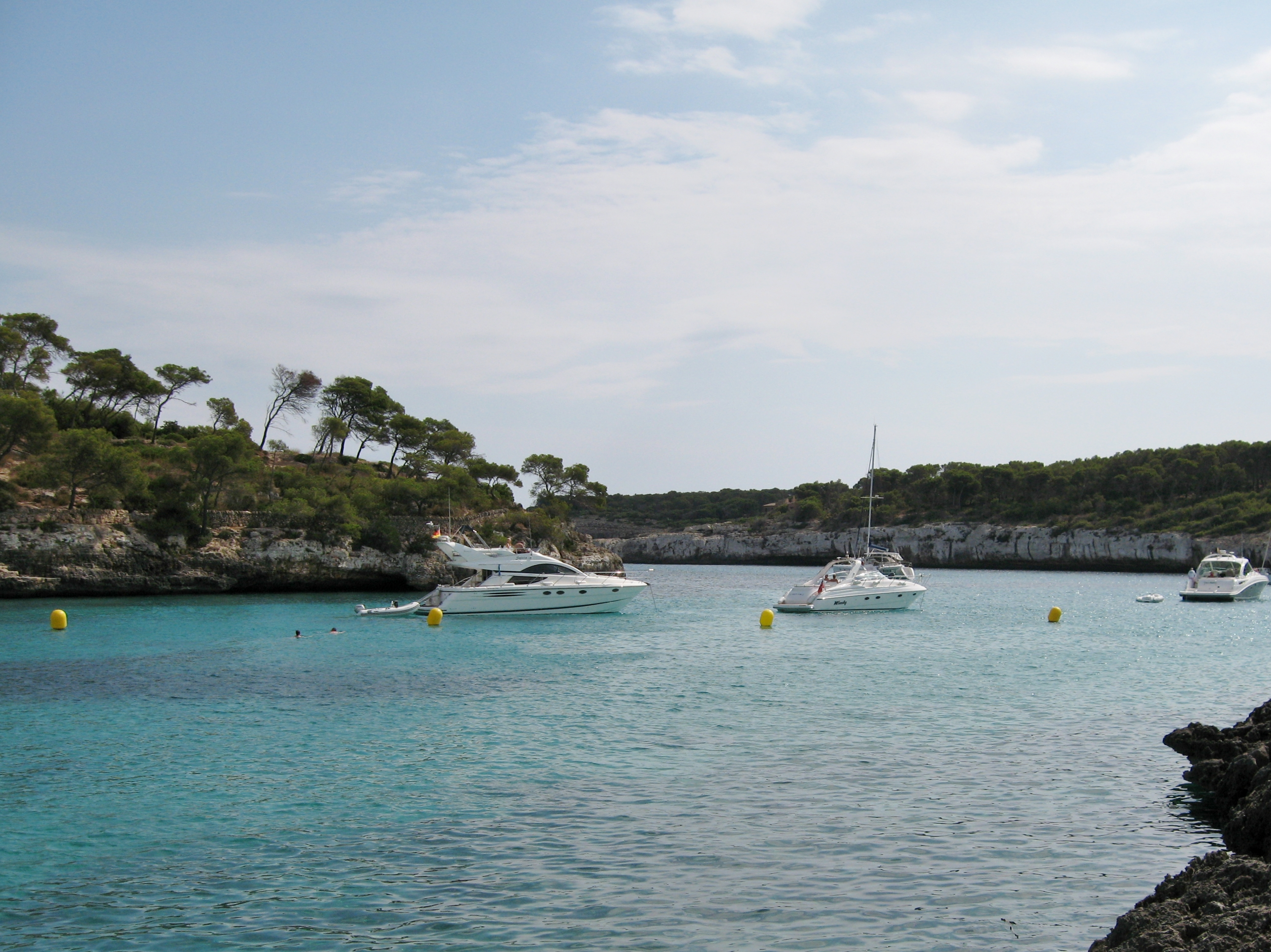
Cala Mondragó

Die Bucht Mondragó ist Namensgeber eines Naturparks, der sich auf 765,69 Hektar um die Bucht östlich der Kleinstadt Santanyí erstreckt. Die Cala Mondragó liegt dabei etwa fünf Kilometer östlich der Stadt, die Hauptort der gleichnamigen Gemeinde Santanyí ist. Der Strand ses Fonts de n’Alís befindet sich an der Nordseite der Cala Mondragó. Nordöstlich des Strandes stehen einige Hotels, die noch vor Deklarierung des Naturparks errichtet wurden. Heute wird dort keine Baugenehmigung mehr erteilt. Die nächsten Ortschaften, ausgenommen kleinerer näher liegender Siedlungen (Urbanisationen), sind Portopetro im Nordosten und das südwestliche Cala Figuera.
Der Strand von ses Fonts de n’Alís ist trotz der etwas abgelegenen Lage Ziel vieler Touristen. Neben den Gästen der anliegenden Hotels wird er auch von Tagesbesuchern frequentiert, was wohl auf Werbung seitens der Tourismusbranche zurückzuführen ist, die die Cala Mondragó als eine der „schönsten Buchten Mallorcas“ vermarktet. Direkt hinter dem sauberen Sandstrand profitieren davon mehrere Strandbars und Souvenirgeschäfte. Durch die geschützte Lage innerhalb der Cala Mondragó wird ses Fonts de n’Alís oft durch Privatyachten angelaufen, wobei Badegäste und Schiffsverkehr durch Bojen voneinander abgegrenzt sind. Der Strand wird regelmäßig durch Rettungsschwimmer überwacht.
Südwestlich des Strandes führt ein etwa 300 Meter langer Betonweg entlang der Felsküste zu dem weniger verbauten Nachbarstrand s’Amarador, hinter dem sich weitere Feuchtgebiete des Naturparks befinden. Teile des Naturparks sind nur eingeschränkt zugänglich, da sich etwa 88 Prozent der Fläche in Privatbesitz befinden. Es wird empfohlen, die ausgeschilderten Wege zu benutzen. Hinweise dazu gibt es in der Naturparkverwaltung, die sich am Parkplatz 500 Meter oberhalb des Strandes ses Fonts de n’Alís befindet. Ab dem dortigen Parkplatz ist die Weiterfahrt mit Kraftfahrzeugen nur Anwohnern, Hotelgästen und Lieferanten gestattet.

## Zugang

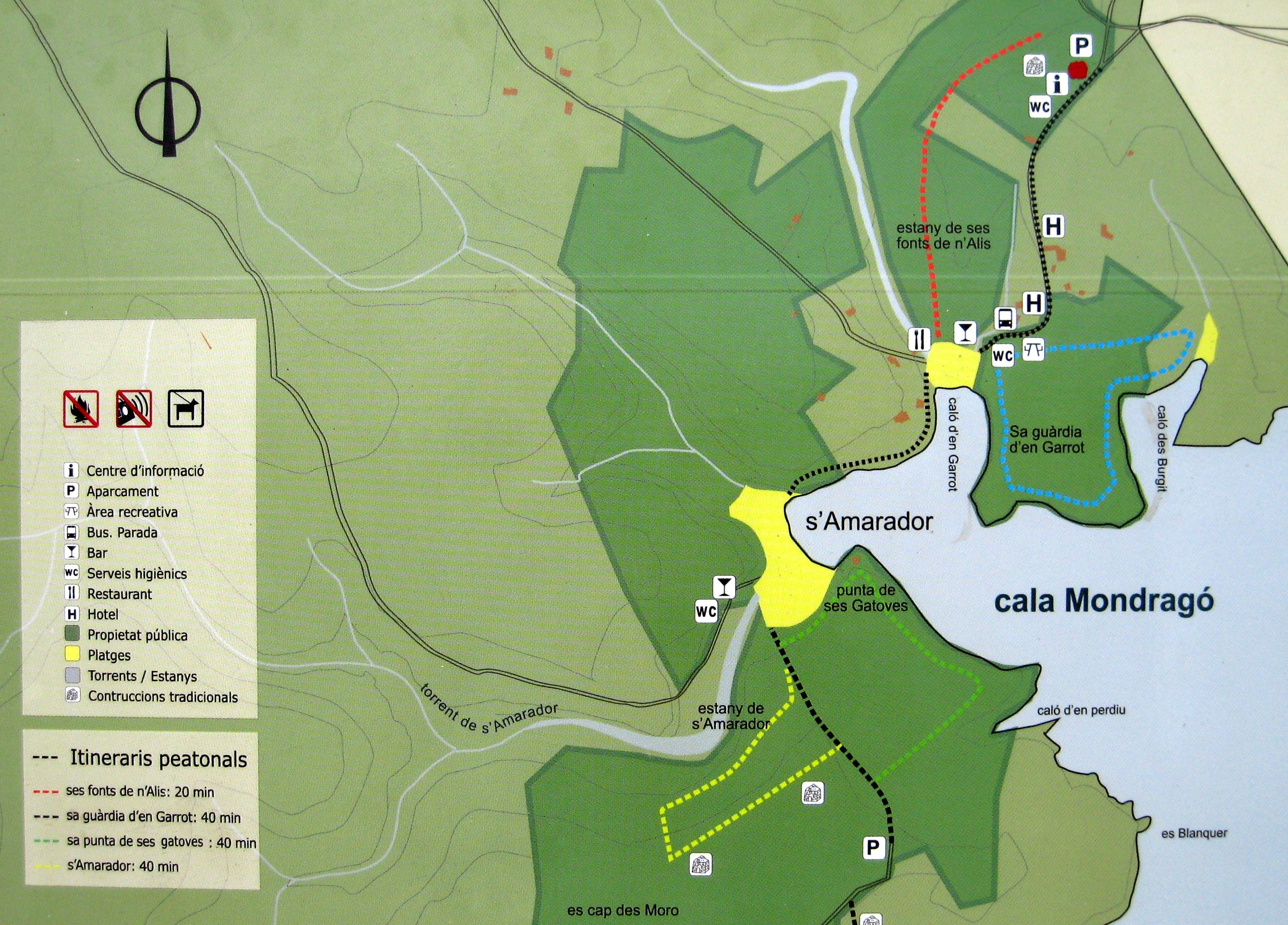
Cala Mondragó

Von Santanyí kommend von der Landstraße MA-19 in Richtung s’Alqueria Blanca nach etwa 1,3 Kilometern rechts dem Camí Son Marimon folgen. Nach Erreichen des Camí de sa Torre aus Richtung s’Alqueria Blanca auf diesen nach rechts einbiegen und auf der asphaltierten Straße bis zum Parkplatz an der Naturparkverwaltung fahren. Nicht berechtigte Personen müssen von dort die etwa 500 Meter lange abschüssige Straße ohne Kraftfahrzeug bewältigen.

## Belege
- Naturpark Mondragó, Informationsblatt mit Karten des Govern de les Illes Balears, Conselleria de Medi Ambient, erhältlich in der Naturparkverwaltung